# Nobiltà ungherese
La nobiltà ungherese fu la classe aristocratica dirigente dell'Ungheria durante il periodo regio e anche dopo l'avvento degli Asburgo nel 1526.

## Prima nobiltà (fino al 1526)
Prima dell'ascesa asburgica al trono ungherese la nobiltà era strutturata secondo gli uffici d'amministrazione del regno. Gli ufficiali più alti avevano il titolo di baroni del regno (indicati con la locuzione latina barones regni) e godevano del trattamento di magnificus vir. Al tempo di Sigismondo di Lussemburgo essi erano:
- il palatino (comes palatinus) - in ungherese: nádor
- il voivoda di Transilvania (woyuoda Transsiluanus) - in ungherese: erdélyi vajda
- il giudice del tribunale reale (iudex curiae regiae) - in ungherese: országbíró
- i ban di Croazia, Slavonia, Dalmazia, Mačva (in ungherese: Macsó) e severin (in ungherese: Szörény) (bani) - in ungherese: horvát-dalmát bán, horvát-szlavón bán, macsói bán e szörényi bán
- il maestro del tesoro (magister tavernicorum) - in ungherese: tárnokmester
- il maestro dei facchini (ianitorum regalium magister) - in ungherese: főajtónálló
- il maestro degli steward (dapiferorum regalium magister) - in ungherese: főasztalnok
- il maestro coppiere (pincernarum regalium magister) - in ungherese:

főpohárnok
- il maresciallo (agasonum regalium magister) - in ungherese: főlovászmester
- i conti di Bratislava (ung. Pozsony) e Timis (in ungherese: Temes) - in ungherese: pozsonyi ispán e temesi ispán
- il gran tesoriere (summus thesaurarius) - in ungherese: főkincstárnok
- il conte degli Szekler - in ungherese: székelyek ispánja
- il cancelliere segreto - in ungherese: titkos kancellár

Questi nobili erano spesso anche potenti latifondisti e proprietari terrieri ed erano definiti anche come "vassalli reali" (servientes regis).
Gli spani (in ungherese: ispán o gespan) che compaiono prima del XVI secolo non erano nobili, bensì erano i detentori delle posizioni di amministrazione del territorio, con la possibilità di governare i loro rispettivi comitati, pur non avendo un titolo nobiliare.

## Periodo asburgico (dopo il 1526)
L'uso di titoli come duca o conte risalgono all'era asburgica.
Secondo István Werbőczy (giurista ungherese e palatino del XVI secolo - conosciuto maggiormente per la propria opera pubblicata, il Tripartitum, un insieme di leggi ungheresi d'epoca), i diritti della nuova nobiltà erano i seguenti:
- non potevano essere arrestati se non con procedura penale;
- dovevano obbedienza al solo re;
- erano esentati da tasse e gabelle;
- potevano prestare servizio militare e svolgere una carriera nell'esercito solo in difesa della propria patria.

Molti dei nobili che ottennero un titolo nobiliare in questa epoca vennero promossi direttamente dal re. Vi erano due modi per garantirsi un titolo nobiliare: 
- essere adottato in una famiglia nobile col permesso del re;
- per la figlia di un nobiluomo che non aveva avuto figli maschi, di avere specifici diritti dal re (col permesso di passare questo titolo ai propri figli maschi avuti dal matrimonio).

Come si è detto, anche in questo caso i nobili erano essenzialmente ricchi proprietari terrieri, che costruivano le proprie fortune grazie ai feudi donati al loro per meriti particolari direttamente dal re (solitamente assieme a un titolo) o comprati con regolare contratto. Persisteva la legge salica anche sulle donazioni e all'estinzione della famiglia, il re ne incamerava i beni. Talvolta i nobili potevano concedere titoli nobiliari minori anche ai loro uomini di fiducia. Ufficialmente questo atto doveva essere riconosciuto anche dal re, ma nel corso dei secoli si necessitò sempre meno del consenso regio. L'uso vero e proprio degli stemmi si diffuse soprattutto sul finire del XVII secolo, quando vennero reclutati nell'esercito dagli ottanta ai centoventi membri appartenenti alla nobiltà, con titolo di ufficiali d'esercito e come tale era necessario nel loro caso rendersi riconoscibili sul campo di battaglia grazie all'adozione di blasoni specifici.
Una legge del 1886 infine creò la categoria di nobile principe (in ungherese: herceg). Tutti i titoli ereditari vennero aboliti solo nel 1945, con la formale abolizione della monarchia, molto tempo dopo il crollo dell'Impero d'Austria nel 1918. Con la caduta del comunismo (1989) il Parlamento ungherese ha riabilitato tutti i titoli reali e nobiliari e ha posto la tutela legale sugli stemmi araldici.

## Titoli nobiliari
In ordine di importanza vengono qui indicati i principali titoli nobiliari in uso presso l'aristocrazia ungherese:
- duca (latino: dux, ungherese: herceg, slovacco: vojvoda, tedesco: Herzog). Il termine ungherese ha una chiara ascendenza tedesca. Inizialmente tutti i duchi appartenevano alla famiglia reale ungherese e perciò il titolo poteva essere anche tradotto come "principe reale", "principe ereditario" o "principe della corona";
- principe (latino: Princeps, ungherese: herceg, fejedelem, uralkodó, slovacco: Knieža, tedesco: Fürst). Il titolo e il rango di principe erano i più alti dell'aristocrazia non regnante ungherese e venne concesso esclusivamente dagli Asburgo. Il titolo non indicava il detentore di un possesso territoriale (principato), ma era semplicemente un titolo onorifico, anche se di gran prestigio;
- conte e barone (latino: comes/baro, ungherese: gróf/báró, slovacco: gróf/barón, tedesco: Graf/Baron). Questi furono titoli utilizzati nell'ambito della monarchia asburgica, anche se vennero garantiti per la prima volta dal re Ladislao II (1490-1516). Il primo gróf (latino: perpetuus comes) conosciuto fu Giovanni Hunyadi (Hunyadi János).

## Il titolo di magnate d'Ungheria: un caso contemplato anche dal diritto nobiliare italiano
Il titolo di magnate fu considerato in Ungheria sin dal Basso Medioevo un grado pari a quello di principe elettore del Sacro Romano Impero, dunque di notevole importanza politica. Le famiglie che si fregiano di tale titolo ebbero infatti tra i loro esponenti personaggi di primo piano nella storia ungherese. È interessante segnalare che tale titolo fu ed è riconosciuto anche da legislazioni straniere rispetto all'Ungheria, talora come vero titolo di dignità talaltra come semplice qualifica storica. Ad esempio in Italia, in base al R.D. 651/43 che regola l'Araldica nazionale, si sancì che il titolo di magnate d'Ungheria non fosse già un titolo di dignità, bensì una semplice qualifica storica delle famiglie interessate.

## Elenco delle principali famiglie nobili ungheresi
- Almássy (o Almási)
- Andrássy (Angerffy) (Angyal)
- Apponyi
- Báthory (Baghy)
- Batthyány (Bagoly)
- Beleznay (Bagotai de Mikefalva)
- Bethlen
- Bezerédy
- Beőr
- Bodoczy
- Budahazy
- Csáky (o Csáki)
- Cséfalvay (o Cséffalvay)
- Csekonics
- Cseszneky
- Dedinszky
- Dessewffy
- Dohnányi
- Erdődy
- Esterházy (o Eszterházy)
- Festetics (o Festetits)
- Frangepán, famiglia di origine Italiana - in lingua madre: Frangipane - in croato: Frankopan
- Garay (o Garai) - in croato: Gorjanski
- Gődény
- Hajdú
- Hóman
- Hosszúfalussy
- Hunyadi (o Hunyady)
- Irinyi
- Jakabffy (o Jakabfy)
- Jankovich
- Jeszenszky
- Kán
- Károlyi
- Lackfi - in croato: Lacković
- Magyary
- Maršanic
- Medveczky
- Meskó
- Nádasdy
- Pálffy
- Pencz
- Perényi
- Podmaniczky
- Radvánszky
- Rákóczi
- Renoldi
- Révay
- Rhédey Rédey, Rédei, Réday, eccetera
- Schuch, poi divenuta Szuch e nota anche come Börtzell-Szuch
- Sennyey
- Sigray (o Zsigray)
- Széchenyi (o Széchényi)
- Szécsen
- Szepessy
- Szily
- Szokolay
- Szontágh
- Szőgyény-Marich
- Szőnyi
- Takács de Saár
- Teleki (Tély)
- Thököly
- Thurzó
- Tisza
- Wass de Czege
- Zápolya (o Szapolyai) - in croato: Zapolja
- Zichy
- Zrínyi - in croato: Zrinski